# St Paul’s Cathedral

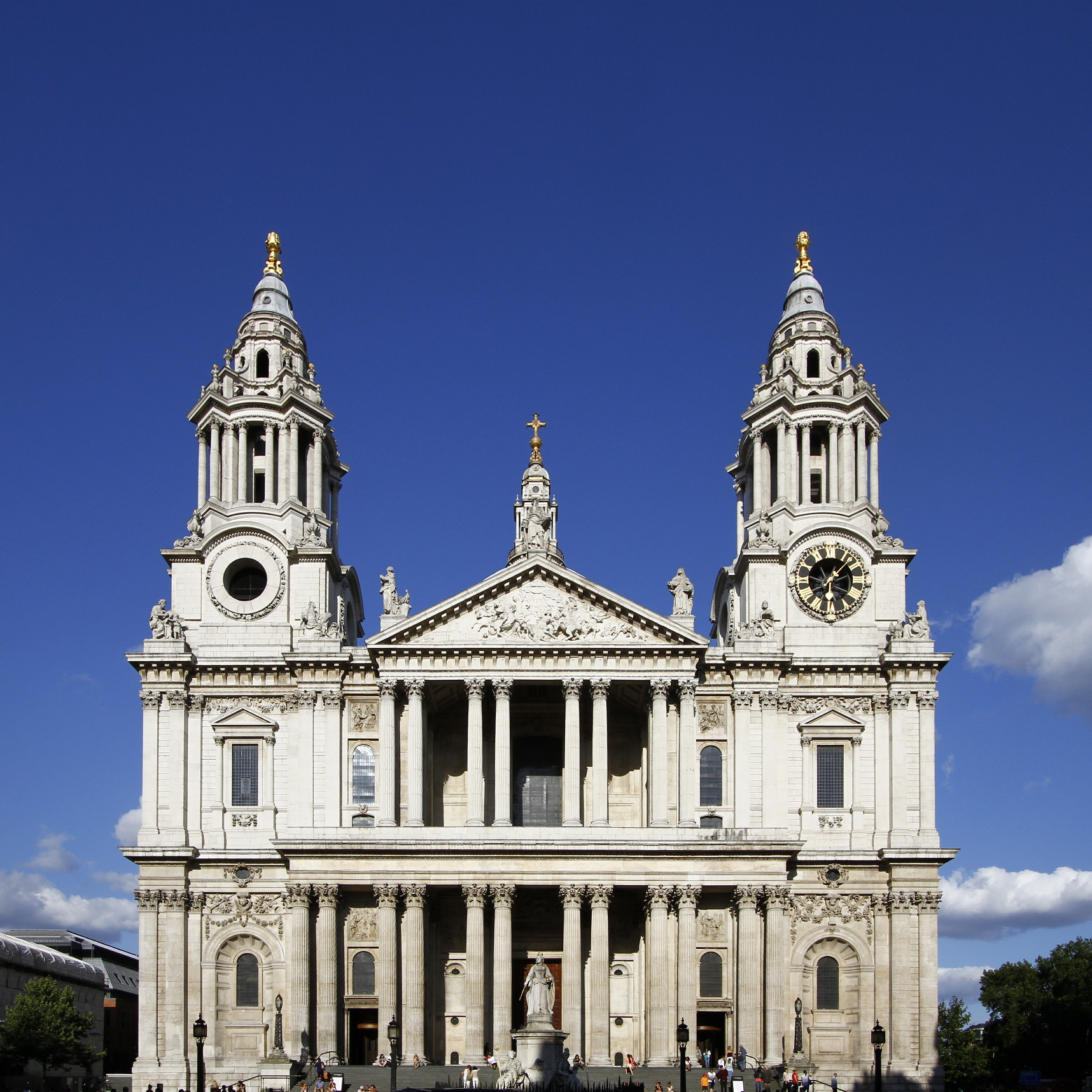
Ansicht der Westfassade

Die St.-Pauls-Kathedrale (englisch St Paul’s Cathedral, eigentlich Cathedral Church of St Paul the Apostle) ist eine Kathedrale in der britischen Hauptstadt London. Sie liegt im Stadtbezirk City of London etwa 300 Meter nördlich der Themse und ist Sitz des Bischofs der Diözese London der Church of England. Die St.-Pauls-Kathedrale gehört zu den größten Kirchen der Welt. Neben der Westminster-Abtei gilt sie außerdem als bekannteste Kirche Londons. Der monumentale Sakralbau im Stil des englischen Barocks wurde ab 1675 unter der Leitung von Christopher Wren anstelle der beim Großen Brand von London zerstörten Vorgängerkirche errichtet.

## Geschichte

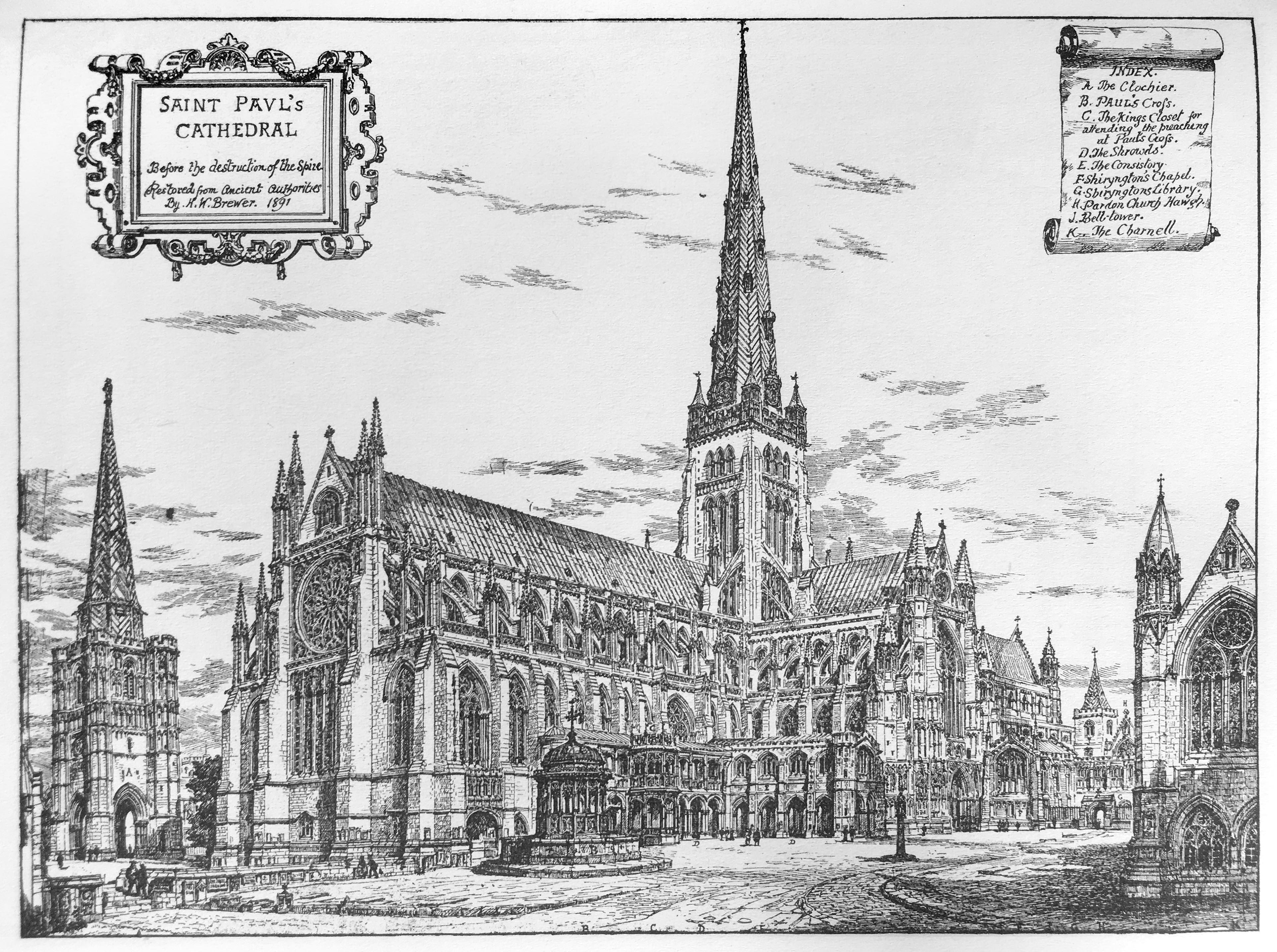
Vorgängerbau mit dem schon 1561 eingestürzten Turm, Darstellung aus dem 17. Jahrhundert

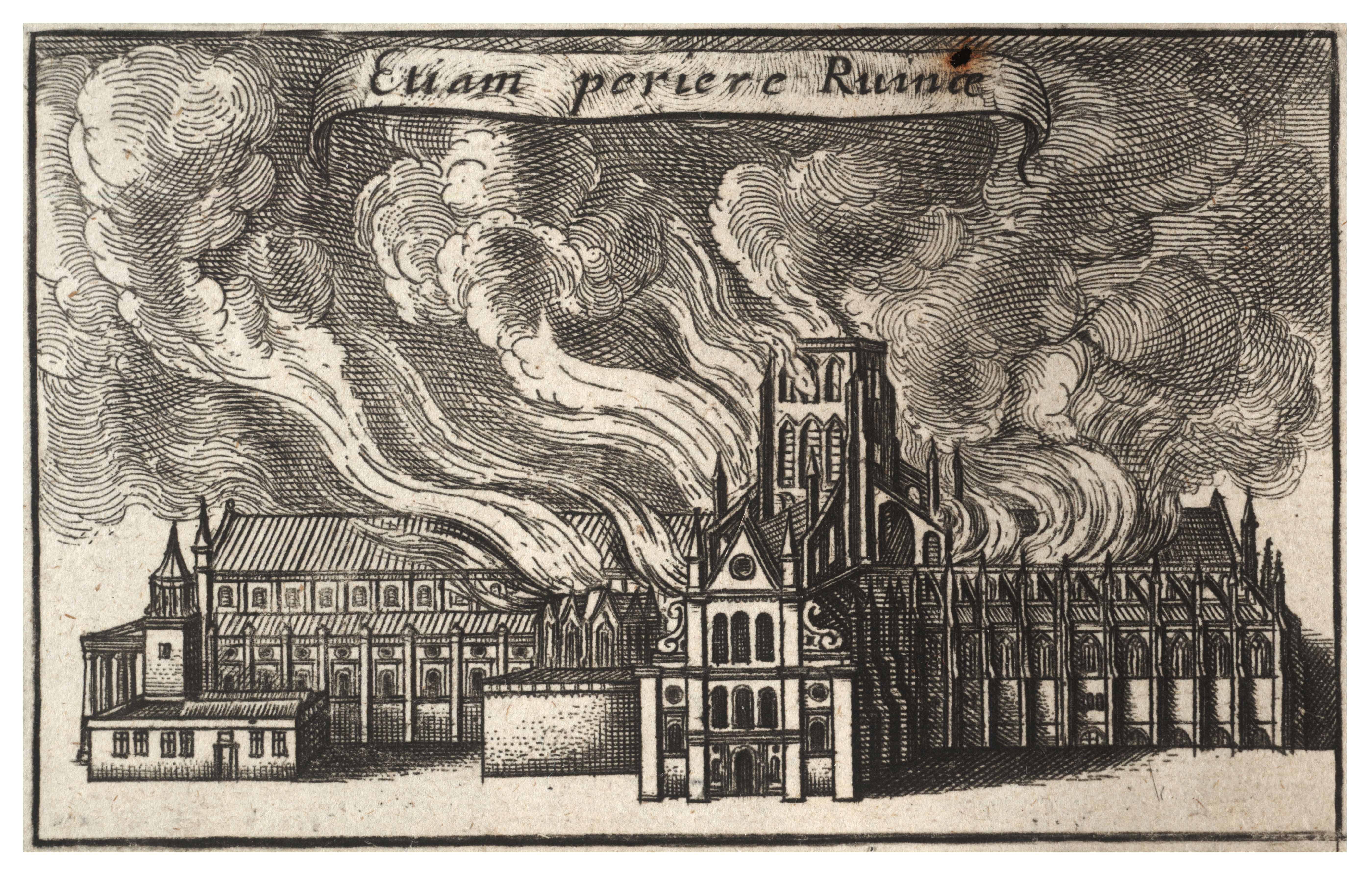
Old St Paul’s: auch die Kirche brennt 1666, Zeichnung aus dem 17. Jahrhundert

### Alte Kathedrale
Am Ort der heutigen St.-Pauls-Kathedrale befand sich wohl schon die erste nach dem hl. Paulus benannte Bischofskirche Londons, die 604 von Mellitus aus Holz errichtet worden war. Sie brannte 675 nieder und wurde bereits wenige Jahre später in Holz neu errichtet. Nach weiteren Brandschäden begannen die Normannen 1087 mit einem Bauwerk, das im Mittelalter durch Brände und Umbauten beständigen Veränderungen unterworfen war. 1300 wurde die Kathedrale geweiht, am Langhaus wurde noch gebaut. Nach Vollendung des Langhauses 1314 war die Kirche eine der größten und höchsten ihrer Zeit: Das Gebäude war 181 m lang und 149 m hoch. In der Zeit nach der Regentschaft Heinrichs VIII. begann der Verfall der Kirche. Die Ausstattung wurde teilweise zerstört, und 1561 fiel der Turm einem Blitzschlag zum Opfer. Auf Initiative von Bischof William Laud wurde Inigo Jones 1634 mit der Wiederherstellung der Kathedrale beauftragt, deren bedeutendste Zutat ein von König Karl I. gestifteter klassischer Portikus aus zwölf korinthischen Säulen darstellte.

### Wrens Neubau
Nach dem großen Brand übernahm der Architekt Christopher Wren die Planungen für den Wiederaufbau der Stadt. Für die Kathedrale plante er 1666 einen großen Zentralbau auf dem Grundriss eines griechischen Kreuzes mit Kuppel, der allerdings als zu radikal und teuer abgelehnt wurde, ebenso die darauffolgenden Überarbeitungen seines Entwurfs, die zum Bau eines großen Modells im Maßstab 1:24 führten, dem sogenannten „großen Modell“, das in der Kathedrale gezeigt wird.
Erst ein Entwurf Wrens von 1675 wurde angenommen. Wren plante einen Langbau mit mittiger Vierung, über der er einen hohen Turm vorsah. Nach diesem Plan begann man mit dem Bau, wegen zahlreicher Änderungen blieben jedoch von diesem ursprünglichen Plan praktisch nur die Grundrissmaße übrig. Statt des Vierungsturmes konnte Wren doch seine Vorstellungen der Kuppel aus den ersten Entwürfen durchsetzen. Der Westportikus, der Hauptzugang zur Kathedrale, wurde erst nach 1703 geplant und bis zur Vollendung der Kathedrale 1708 mit zwei Uhrtürmchen bekrönt.

Wrens Entwürfe
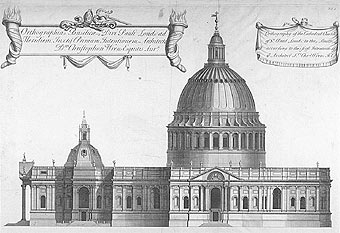
Wrens erster Entwurf
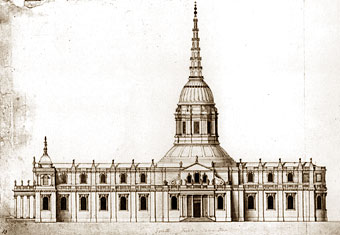
1675 angenommener Entwurf
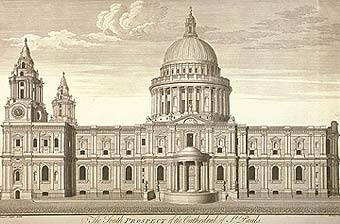
Final ausgeführter Entwurf

Die St.-Pauls-Kathedrale ist häufig ein Schauplatz wichtiger staatlicher Zeremonien und öffentlicher Ereignisse: vom Staatsbegräbnis 1806 für Lord Nelson bis zu den Feierlichkeiten des goldenen Thronjubiläums Königin Elisabeths II. im Jahre 2002. 1964 sang die Schauspielerin Julie Andrews im Film Mary Poppins auf der Freitreppe der Westfassade das Lied „Feed The Birds“. 1981 wurden Lady Diana Spencer und Prinz Charles in der Kathedrale getraut. In der Krypta der Kathedrale sind zahlreiche berühmte Briten beigesetzt oder durch ein Denkmal verewigt worden. Sie verfügt über einen Chor und gehört zu den meistbesuchten Sehenswürdigkeiten Londons. 2019 wurde die St Paul’s Cathedral von rund 1,72 Millionen Personen besucht. 2024 betrug die Besucherzahl etwa 1,49 Millionen Personen.

Innenansichten
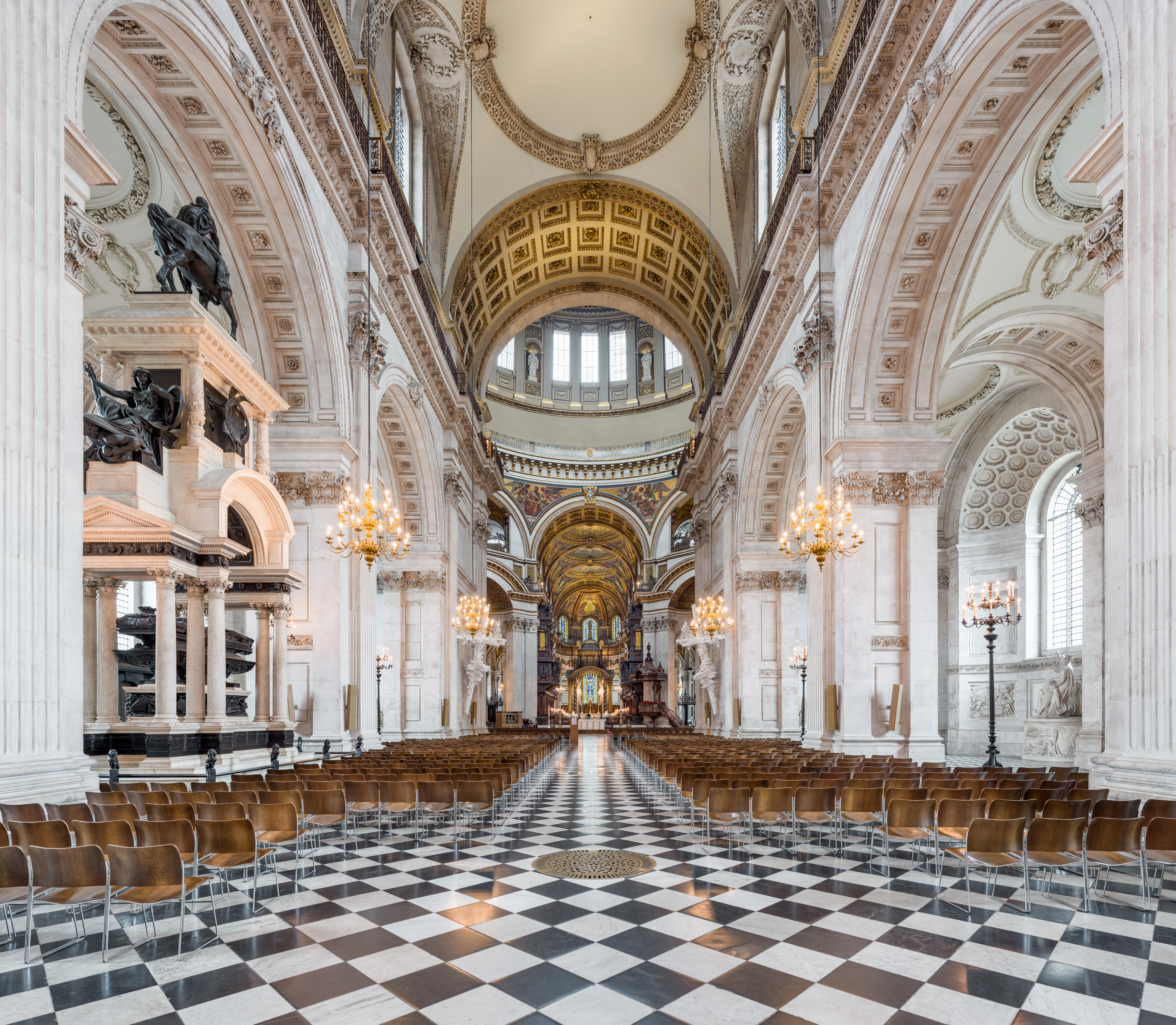
Kirchenschiff
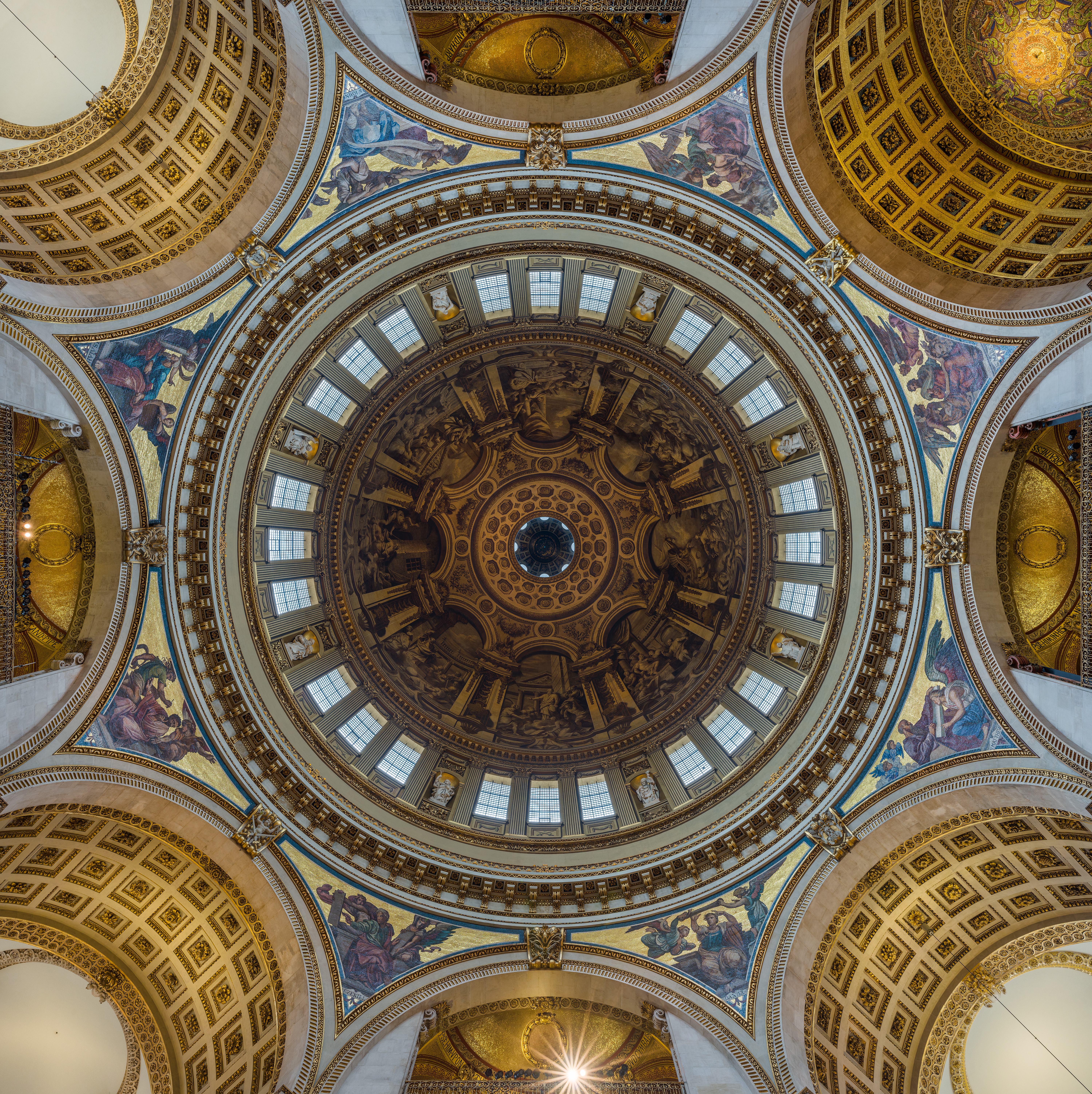
Kuppel
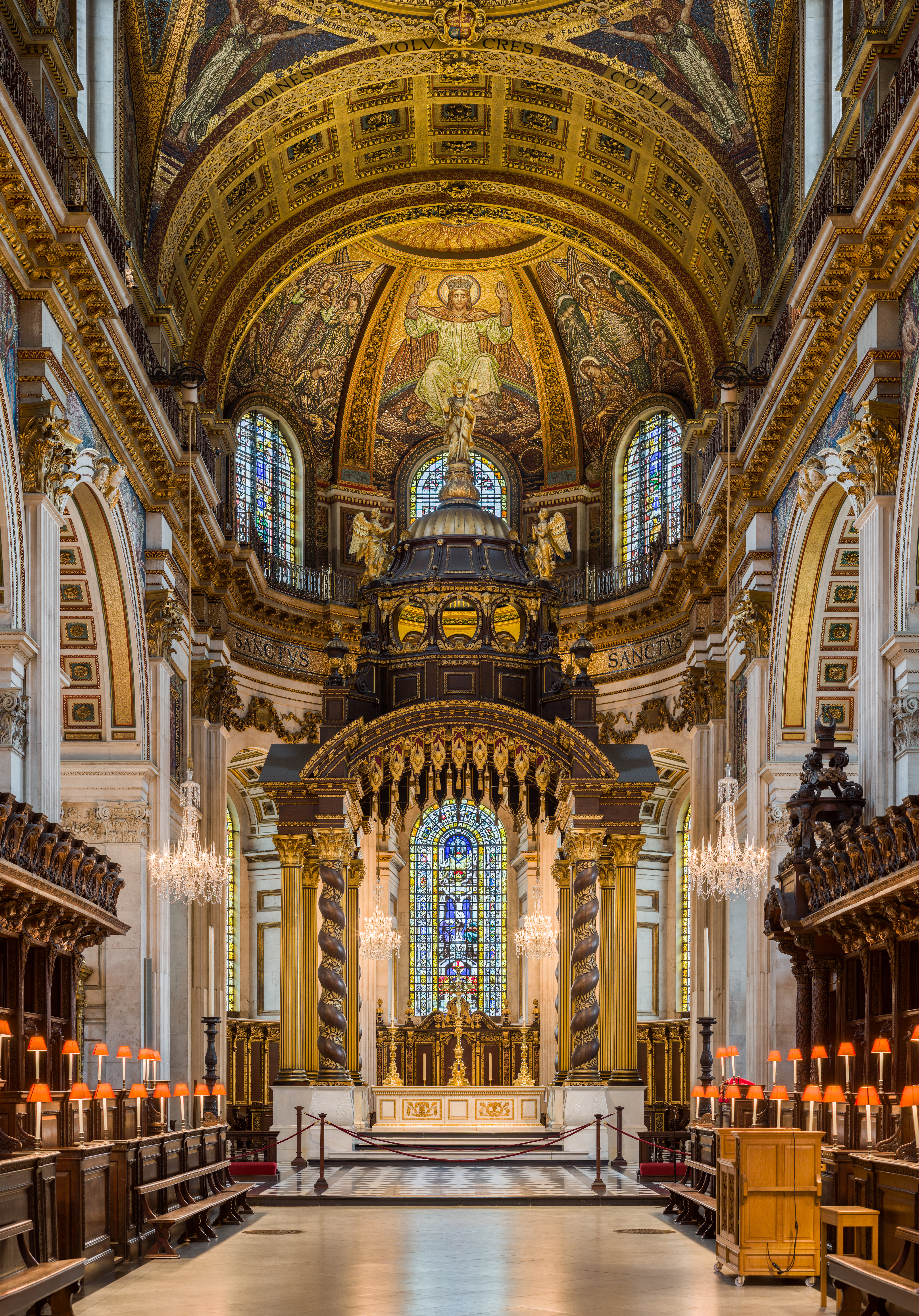
Hochaltar

## Bauwerk und Ausstattung

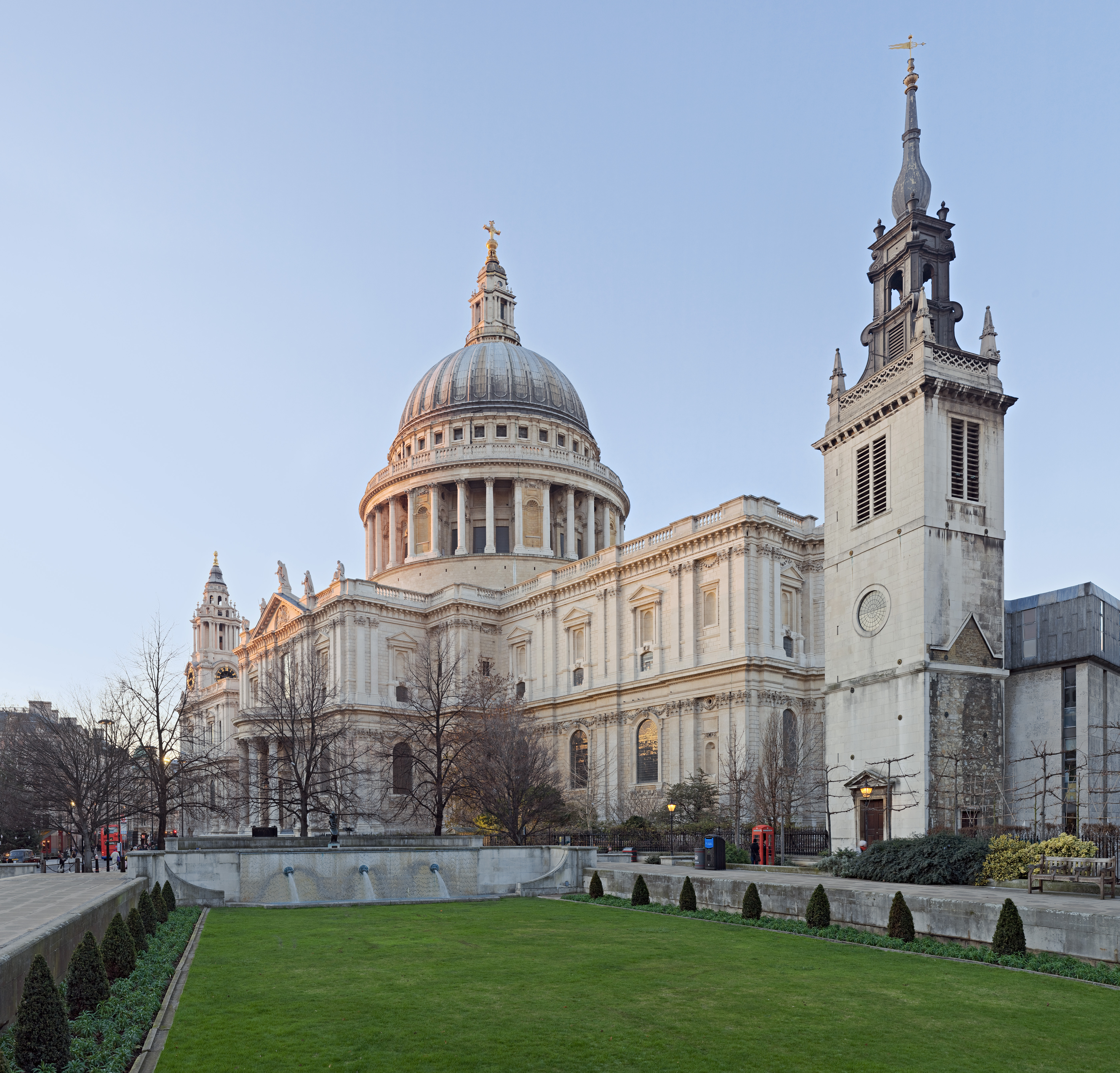
Ansicht von Südosten (Januar 2010)

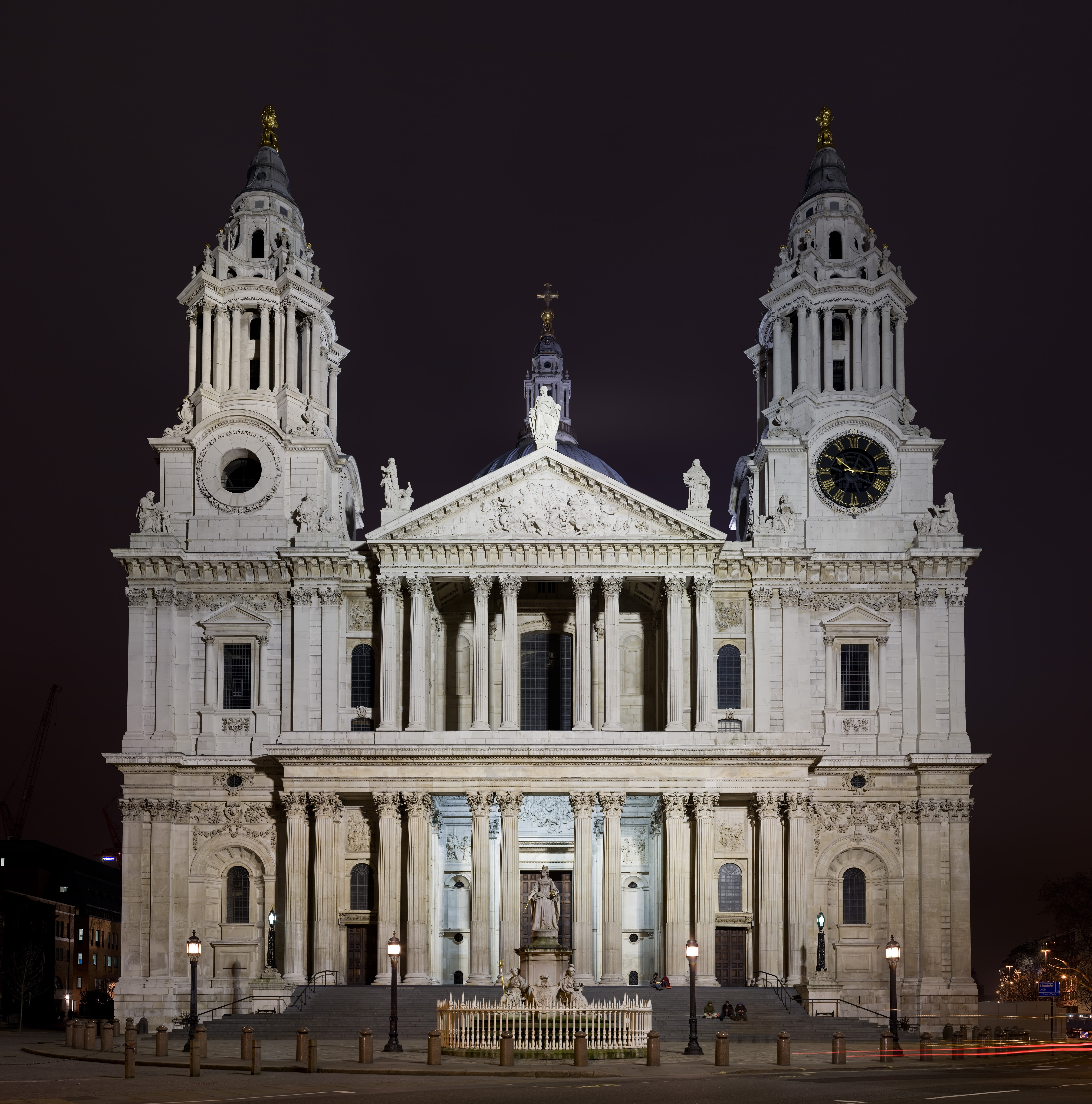
Westfassade bei Nacht

### Grundriss
Die Kathedrale ist 158 Meter lang und hat eine kreuzförmige Grundfläche, die in Ost-West-Richtung ausgerichtet ist. In der Mitte dieses Kreuzes befindet sich eine Kuppel, auf der sich eine 750 t schwere Laterne befindet, die in 111 Metern Höhe endet. 111 Meter entsprechen 365 Fuß, einen Fuß für jeden Tag des Jahres. Um zum höchsten Aussichtspunkt zu kommen, muss man 528 Stufen steigen.

### Kuppel

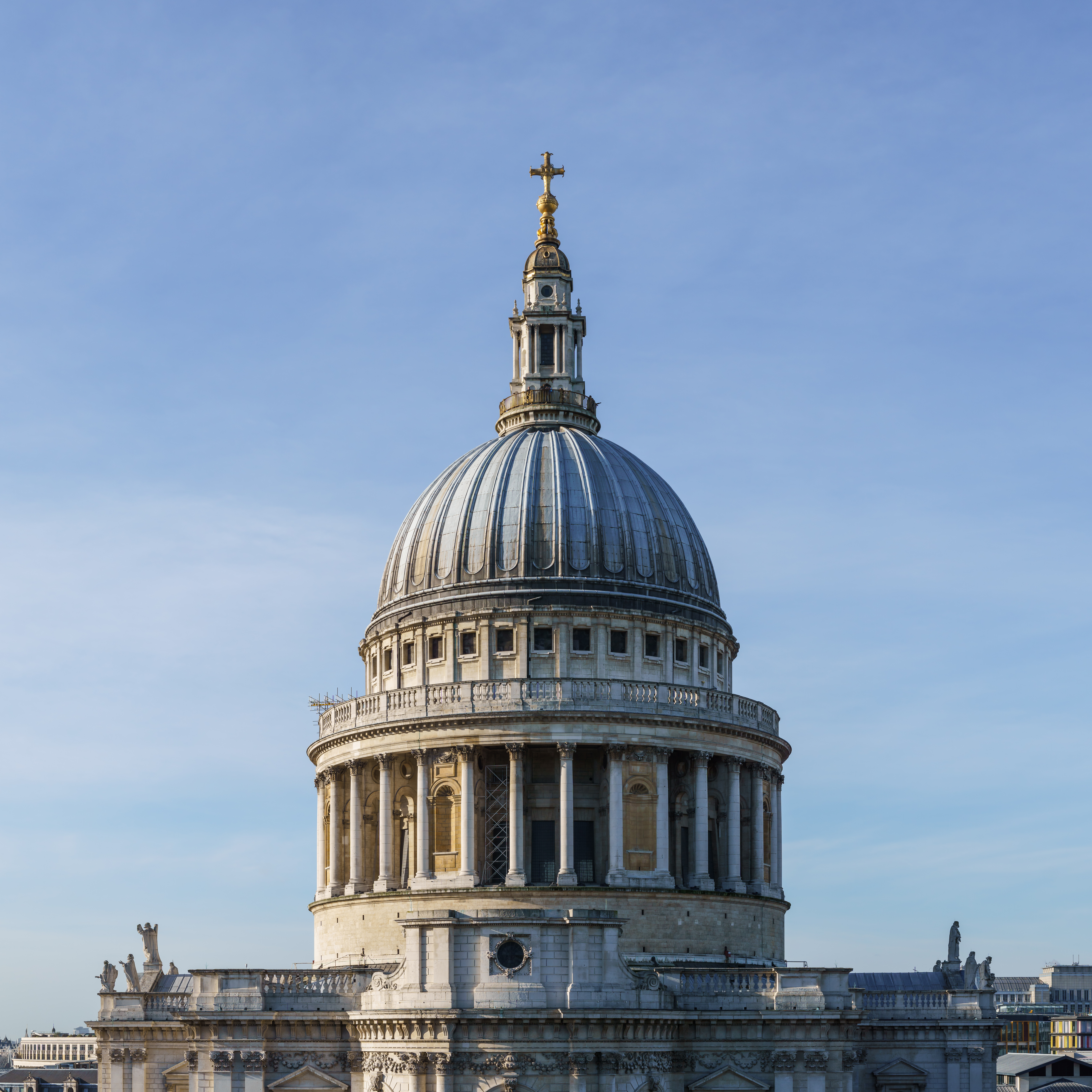
Kuppel

Wie bei mehrschaligen neuzeitlichen Kuppelkirchen üblich, strahlt das Licht indirekt durch das Opaion der inneren Kuppelschale in den Raum. Um die gewaltige Last der Laterne abzuleiten, befindet sich zwischen der äußeren und der inneren Kuppel ein konischer Steinaufbau, der auf den massiven Vierungspfeilern ruht. Immerhin hatte Wren das Ziel, auf der Kathedrale eine größere Laterne als die des Petersdoms zu errichten. An der Kuppelbasis in etwa 30 m Höhe befindet sich in der Kirche ein ringförmiger Umgang mit einem Durchmesser von 34 m: das Flüstergewölbe, die Whispering Gallery. Der Schall wird hier durch die gebogenen Wände zur Gegenseite reflektiert. Die dort ebenfalls gekrümmte Wand fokussiert den Schall an den innen liegenden Rand der Galerie. Auf diese Weise sind geflüsterte Worte auf der gegenüberliegenden Seite zu verstehen.

### Chorausstattung
Die Schnitzarbeiten des Chorgestühls stammen von Grinling Gibbons, die schmiedeeisernen Chorschranken von Jean Tijou. Erst 1890 wurden die Glasmosaiken an der Decke über dem Chor von William Blake Richmond fertiggestellt. Der Hochaltar, nach Plänen Wrens gebaut, ist das Werk von Stephen Dykes Bower und Godfrey Allan, die ihn 1958 vollendeten.
Der alte Hochaltar wurde am 29. Dezember 1940 bei einem der schwersten Angriffe der deutschen Luftwaffe auf London durch eine Fliegerbombe zerstört.

### Krypta
Unter der Kirche befindet sich eine Krypta, die sich unter der ganzen Länge des Hauptschiffes erstreckt. Im Osten befindet sich seit 1960 unterhalb des Chores die Kapelle des Order of the British Empire. Am westlichen Ende des Untergeschosses sind das Dommuseum sowie Einrichtungen für Besucher der Kathedrale untergebracht. Dazwischen befinden sich zahlreiche Gräber und Denkmäler bedeutender Persönlichkeiten der britischen Geschichte, von denen die monumentalen Sarkophage für den Duke of Wellington und Admiral Lord Nelson besonders hervorzuheben sind.

## Gräber in Saint Paul’s
In der St Paul’s Cathedral wurden viele bedeutende Persönlichkeiten beigesetzt. Unter ihnen sind:
- Admiral David Beatty, 1. Earl Beatty (Grab in der Krypta)
- Admiral Cuthbert Collingwood, 1. Baron Collingwood (Grab in der Krypta)
- John Donne, begraben in der alten Kathedrale; sein Monument wurde aus den Ruinen geborgen und liegt nun im Neubau
- Sir Alexander Fleming (Grab in der Krypta)
- Charles George Gordon
- William Holman Hunt (Grab in der Krypta)
- Admiral John Jellicoe, 1. Earl Jellicoe (Grab in der Krypta)
- John of Gaunt, Vater König Heinrichs IV. (begraben in der alten Kathedrale)
- Henry de Lacy, 3. Earl of Lincoln (begraben in der alten Kathedrale)
- Admiral Lord Nelson (Grab in der Krypta)
- Sir Philip Sidney (begraben in der alten Kathedrale)
- Sir Arthur Sullivan (Grab in der Krypta)
- Sir Lawrence Alma-Tadema (Grab in der Krypta)
- William Turner (Grab in der Krypta)
- John Weldon (begraben in der alten Kathedrale)
- Arthur Wellesley, 1. Herzog von Wellington (Grab in der Krypta)
- Feldmarschall Garnet Wolseley, 1. Viscount Wolseley (Grab in der Krypta)
- Sir Christopher Wren (Grab in der Krypta)

Winston Churchill und Florence Nightingale haben zwar ein Denkmal in der Krypta von St Paul’s, sind jedoch dort nicht bestattet.

## Orgel
Die erste Orgel wurde 1697 von dem Orgelbauer Bernard „Father“ Smith erbaut, einem Immigranten aus Deutschland. Der Prospekt stammt von Wren, mit dem Smith jahrelang um den endgültigen Standort und die Größe der Orgel stritt. Hierbei setzte sich letztlich Wren durch, so dass die Orgel quer zum Raum an die Grenze zwischen Schiff und Chor gestellt wurde, wodurch sie die Funktion eines Lettners bekam. Die Kosten für das Instrument mit 27 Registern auf drei Manualen beliefen sich auf ca. 2000 Pfund. Die Orgel blieb bis zum Jahre 1830 unverändert; berühmte Komponisten wie Georg Friedrich Händel und Felix Mendelssohn Bartholdy spielten auf ihr. 1859 wurde die Orgel an die Seite des Chorraumes gerückt, um einen freien Blick auf den Chorraum zu haben.
Im Jahre 1872 wurde durch den Orgelbauer Henry Willis ein neues Instrument gebaut, wobei etwa 200 Pfeifen der Smith-Orgel wiederverwendet wurden und bis heute erhalten sind. Das Orgelgehäuse wurde geteilt und ergänzt. Das neue Instrument hatte nun vier Manualwerke und  Pedal; die Trakturen waren pneumatisch. Im Laufe der Zeit wurde das Instrument mehrfach erweitert und reorganisiert und mit elektrischen Trakturen ausgestattet.
Von 1972 an wurde die Orgel von der Orgelbaufirma Mander Organs (London) umfassend überarbeitet und erweitert, insbesondere mit Blick auf eine bessere Beschallung des gesamten Kirchenraumes. In diesem Rahmen kamen unter anderem die Trompeten im Westwerk hinzu, die insbesondere zu königlichen Anlässen ertönen. Fertiggestellt wurden die Arbeiten 1977, anlässlich des silbernen Thronjubiläums der Königin. Die Orgel gliedert sich in drei Teile: Die Chancel Section, die Dome Section und die West Section. Alle drei Teile sind vom Hauptspieltisch ansteuerbar. Die Chancel Section, die eigentliche Orgel, steht links und rechts des Altarraums. Die Dome Section steht in der Kuppel und unterstützt wie die West Section den Gemeindegesang im Kirchenschiff. In der West Section finden sich auch die berühmten Royal Trumpets in 16′-, 8′- und 4′-Lage. Die Orgel besitzt 105 Register.
| I Choir Organ C-c4 (North) |                  |        |
| 1.                         | Chimney Flute    | 8′     |
| 2.                         | Principal        | 4′     |
| 3.                         | Nason Flute      | 4′     |
| 4.                         | Nazard           | 2 ⁄3′  |
| 5.                         | Fifteenth        | 2′     |
| 6.                         | Blockflute       | 2′     |
| 7.                         | Tierce           | 1 3⁄5′ |
| 8.                         | Larigot          | 1 ⁄3′  |
| 9.                         | Sharp Mixture IV |        |
| 10.                        | Trumpet          | 8′     |
|                            | Tremulant        |        |

| I Choir Organ C-c4 (South) |                   |     |
| 11.                        | Contra Viola      | 16′ |
| 12.                        | Bourdon           | 16′ |
| 13.                        | Open Diapason     | 8′  |
| 14.                        | Violoncello       | 8′  |
| 15.                        | Dulciana          | 8′  |
| 16.                        | Claribel Flute    | 8′  |
| 17.                        | Principal         | 4′  |
| 18.                        | Gemshorn          | 4′  |
| 19.                        | Flute Harmonique  | 4′  |
| 20.                        | Lieblich Gedact   | 4′  |
| 21.                        | Flageolet         | 2′  |
| 22.                        | Sesquialtera II   |     |
| 23.                        | Corno di Bassetto | 8′  |
|                            | Tremulant         |     |

| II Great Organ C-c4 |                      |        |
| 24.                 | Double Open Diapason | 16′    |
| 25.                 | Open Diapason I      | 8′     |
| 26.                 | Open Diapason II     | 8′     |
| 27.                 | Stopped Diapason     | 8′     |
| 28.                 | Claribel Flute       | 8′     |
| 29.                 | Quint                | 5 1⁄3′ |
| 30.                 | Principal            | 4′     |
| 31.                 | Flute                | 4′     |
| 32.                 | Twelfth              | 2 ⁄3′  |
| 33.                 | Fifteenth            | 2′     |
| 34.                 | Mixture III          | 1 3⁄5′ |
| 35.                 | Mixture III          | 4⁄5′   |
| 36.                 | Fourniture IV        | 1 ⁄3′  |
| 37.                 | Trombone             | 16′    |
| 38.                 | Trumpet              | 8′     |
| 39.                 | Clarion              | 4′     |

| III Swell Organ C-c4 |                 |      |
| 40.                  | Contra Gamba    | 16′  |
| 41.                  | Open Diapason   | 8′   |
| 42.                  | Lieblich Gedact | 8′   |
| 43.                  | Salicional      | 8′   |
| 44.                  | Vox Angelica    | 8′   |
| 45.                  | Principal       | 4′   |
| 46.                  | Fifteenth       | 2′   |
| 47.                  | Cornet III      | 1⁄5′ |
| 48.                  | Contra Posaune  | 16′  |
| 49.                  | Cornopean       | 8′   |
| 50.                  | Hautboy         | 8′   |
| 51.                  | Vox Humana      | 8′   |
| 52.                  | Clarion         | 4′   |
|                      | Tremulant       |      |

| IV Solo Organ C-c4 |                   |    |
|                    | schwellbar        |    |
| 53.                | Open Diapason     | 8′ |
| 54.                | Viola             | 8′ |
| 55.                | Viola Celeste     | 8′ |
| 56.                | Flûte Harmonique  | 8′ |
| 57.                | Concert Flute     | 4′ |
| 58.                | Piccolo           | 2′ |
| 59.                | Corno di Bassetto | 8′ |
| 60.                | Cor Anglais       | 8′ |
| 61.                | French Horn       | 8  |
|                    | Tremulant         |    |
|                    | nicht schwellbar  |    |
| 62.                | Tuba              | 8′ |
| 63.                | Tuba Clarion      | 4′ |

| V Dome Section C-c4 |                      |     |
| 64.                 | Double Open Diapason | 16′ |
| 65.                 | Open Diapason I      | 8′  |
| 66.                 | Open Diapason II     | 8′  |
| 67.                 | Octave               | 4′  |
| 68.                 | Super Octave         | 2′  |
| 69.                 | Quartane II-III      |     |
| 70.                 | Mixture IV           |     |
| 71.                 | Mixture III          |     |
| 72.                 | Contra Posaune       | 16′ |
| 73.                 | Trumpet              | 8′  |
| 74.                 | Double Tuba          | 16′ |
| 75.                 | Tuba                 | 8′  |
| 76.                 | Clarion              | 4′  |
| 77.                 | Trompette Militaire  | 8′  |

| V West Section C-c4 |               |     |
| 78.                 | Open Diapason | 8′  |
| 79.                 | Octave        | 4′  |
| 80.                 | Super Octave  | 2′  |
| 81.                 | Mixture IV    |     |
| 82.                 | Royal Trumpet | 16′ |
| 83.                 | Royal Trumpet | 8′  |
| 84.                 | Royal Trumpet | 4′  |

| Pedal Organ Chancel Section C-g1 |                 |       |
| 85.                              | Open Metal      | 16′   |
| 86.                              | Open Diapason   | 16′   |
|                                  | Viola (= Nr.11) | 16′   |
| 87.                              | Bourdon         | 16′   |
| 88.                              | Principal       | 8′    |
| 89.                              | Flute           | 8′    |
| 90.                              | Fifteenth       | 4′    |
| 91.                              | Flute           | 4′    |
| 92.                              | Mixture IV      | 2 ⁄3′ |
| 93.                              | Contra Posaune  | 32′   |
| 94.                              | Ophicleide      | 16′   |
| 95.                              | Posaune         | 8′    |
| 96.                              | Clarion         | 4′    |

| Pedal Organ Dome Section C-g1 |                         |     |
| 97.                           | Double Open Wood        | 32′ |
| 98.                           | Contra Violone          | 32′ |
|                               | Open Wood (Ext. Nr.97)  | 16′ |
|                               | Open Diapason (= Nr.64) | 16′ |
| 99.                           | Contra Bass             | 16′ |
| 100.                          | Principal               | 8′  |
| 101.                          | Super Octave            | 4′  |
| 102.                          | Fourniture IV           |     |
| 103.                          | Contra Bombarde         | 32′ |
| 104.                          | Bombarde                | 16′ |
|                               | Posaune (= Nr.74)       | 16′ |
| 105.                          | Clarion                 | 8′  |

- Koppeln:
  - Normalkoppeln: II/I, III/I, IV/I, V/I, IV/II, II/III, IV/III, V/III, III/IV, V/IV, I/P, II/P, III/P, IV/P, V/P
  - Superoktavkoppeln: II/II, IV/IV, IV/P
  - Suboktavkoppeln: II/II, IV/IV,

## Geläut
Im Nord-West-Turm der Kathedrale befinden sich zwölf Glocken, die im traditionellen Überschlag-Läuten erklingen. Die Glocken wurden 1878 gegossen und durch Spenden von Firmen finanziert. Die kleinste Glocke (der Treble) wiegt ca. 400 Kilogramm; die größte Glocke (der Tenor) wiegt über drei Tonnen.
Daneben befindet sich im Turm die Glocke „The Banger“, die im Jahre 1700 von Philip Wightman gegossen wurde. Sie wird regelmäßig vor der Eucharistiefeier um 8 Uhr geläutet. Im Süd-Westturm befinden sich weitere Glocken: zum einen die Glocke Great Paul, die größte Glocke Großbritanniens, mit einem Gewicht von 16,5 Tonnen. Außerdem hängen dort die Uhrglocken, u. a. die große Glocke Great Tom aus dem Jahre 1706 mit einem Gewicht von 5 Tonnen.